# Мюнхенський технічний університет
Мюнхенський технічний університет (нім. Technische Universität München, TU München, TUM), заснований в 1868 році, знаходиться в місті Мюнхені і є єдиним технічним університетом Баварії і одним з найбільших вищих навчальних закладів у Німеччині. Університет входить в об'єднання технічних університетів Німеччини TU9.
Університет є одним із трьох перших елітних університетів, вибраних для здійснення програми «Концепції майбутнього».
В університеті здійснюється навчання за 132 спеціальностями. Поряд з типовими для технічного вишу факультетами природничих та технічних наук існують і факультети економіки, спорту та медицини.

## Факультети

### Мюнхен
- Факультет архітектури
- Факультет будівництва та геодезії (головна будівля)
- Факультет електротехніки та інформаційних технологій (головна будівля)
- Факультет економічних наук (головна будівля)
- Факультет медицини
- Спортивний факультет

### Гархінг
- Хімічний факультет
- Факультет інформатики
- Факультет машинобудування
- Математичний факультет
- Фізичний факультет

Мюнхенський технічний університет розташований на 3 територіях: головна будівля знаходиться в самому центрі Мюнхена, новий кампус в Гархінгі, а також інші установи в Фрайзинг-Вайхенштефане. Крім цього, університет включає в себе спеціальні установи, які розташовуються поза трьох головних територій.
Так медичному факультету належать медична клініка на правому березі Ізари, Німецький центр серцевих захворювань Мюнхена і дитяча клініка «Швабінга». Частиною факультету будівництва та геодезії є інститут гідротехнічного будівництва імені Оскара фон Міллера на озері Вальхензее. Музей архітектури технічного університету знаходиться в будівлі Пінакотеки сучасності.
У рамках спільного підприємства з Національним університетом Сінгапуру відкрив свою філію в Сінгапурі. Так званий Німецький інститут науки і технології (англ. German Institute of Science and Technology (GIST)) був заснований в 2002 році. Наступним партнером став Наньянскій технологічний університет.

## Історія
1868 року король Баварії Людвіг II заснував Політехнічну школу.
1877 року її офіційно перейменовано на Королівську Баварську Технічну Вищу Школу.
Перейменування в Технічний Університет відбулося в 1970 році.
1901 року у виші відкрилася дисертаційна рада.
1930 року до нього була приєднана Вища школа сільського господарства і пивоварня «Weihenstephan».
У 1937 році Максом Шмідтом був розроблений проект нової будівлі університету в Німфенбурзі, який не був реалізований.
Під час другої світової війни будівлі університету в центральній частині міста були на 80 % зруйновані, заняття поновилися в 1946 році.
Університетське містечко Гархінг було засновано в 1957 році одночасно з пуском мюнхенського токамака.
1967 року відкрилася медична клініка на правому березі Ізари.
Дослідницьке джерело нейтронів імені Гайнца Майєра-Лейбніца відкрилося в Гархінгі в 2004 році.
З 1995 року президентом Університету є професор хімії Вольфганг Герман.
Мюнхенський технічний університет є з листопада 2006 року поряд з Університетом Карлсруе і Мюнхенським університетом імені Людвіга і Максиміліана елітним університетом і учасником програми «Концепції майбутнього». До 2011 року йому щорічно здійснюється державна фінансова підтримка у розмірі 30 мільйонів євро.

## Напрямки досліджень
Основний акцент робиться на предмети технічного та природничого циклу. Проводиться послідовна політика об'єднання медичних, природничих і технічних наук у дослідницькій роботі.
До дослідних центрів технічного університету в Гархінгі відноситься токамак «Атомне яйце», в наш час[коли?] не функціонує, і новий прискорювач заряджених частинок імені Хайнца Майєра-Лейбніца. У безпосередній близькості від них знаходяться чотири інститути імені Макса Планка (астрофізики, космічної фізики, фізики плазми та квантової оптики), інститут дослідження низьких температур імені Вальтера Мейснера, інститут імені Вальтера Шотткі і штаб-квартира Південно-європейської обсерваторії.
Медичний напрямок представлений медичною клінікою та Німецьким центром серцевих захворювань Мюнхена.
У Науковому центрі харчування, земельного користування та навколишнього середовища «Вайенштефан» під Фрейзінгом проводяться дослідження в області фізкультури і спорту, економіки і наук про життя.
Комбінація цих областей дослідження робить технічний університет єдиним у своєму роді серед університетів Європи.
Гуманітарні дисципліни вивчаються в Мюнхенському університеті імені Людвіга-Максиміліана, хоча в окремих спеціальностях є перетини. Так вивчення фізики, хімії, математики, інформатики, медицини чи організації виробництва можливе в обох університетах, але з різними акцентами.